# Sciurocheirus gabonensis
Sciurocheirus gabonensis (галаго габонський) — вид лоріподібних приматів родини галагові (Galagidae).

## Поширення
Вид поширений в Камеруні, Республіці Конго, Габоні. Його природним середовищем проживання є субтропічні або тропічні сухі ліси.

## Опис
Довжина тіла в середньому становить 21,6 см, довжина хвоста — 26 см. Вага близько 280 грам. Населяє вічнозелені тропічні дощові ліси. У раціоні переважно опалі фрукти, також їсть членистоногих.